# شهرستان دیویس (کنتاکی)
شهرستان دیویس، کنتاکی (به انگلیسی: Daviess County, Kentucky) یک سکونتگاه مسکونی در ایالات متحده آمریکا است که در کنتاکی واقع شده‌است.